# Орель де Паладин, Луи д’
Луи д’ Орель де Паладин (фр. Louis d'Aurelle de Paladines; 1804—1877) — французский военачальник, бессменный сенатор.

## Биография
Родился 9 января 1804 года в городке Ле-Мальзье-Виль во французском департаменте Лозер. Избрав карьеру военного получил специальное образование в училище Сен-Сир. В военную службу вступил подпоручиком в 1824 году; в течение 1841—1848 гг. служил в Алжире и в 1851 году был произведён в бригадные генералы.
В Крымскую войну командовал бригадой и отличился в сражении при Альме и в баталии при Инкермане. В 1855 году произведён командованием в дивизионные генералы и до 1870 года командовал различными дивизиями французской армии.

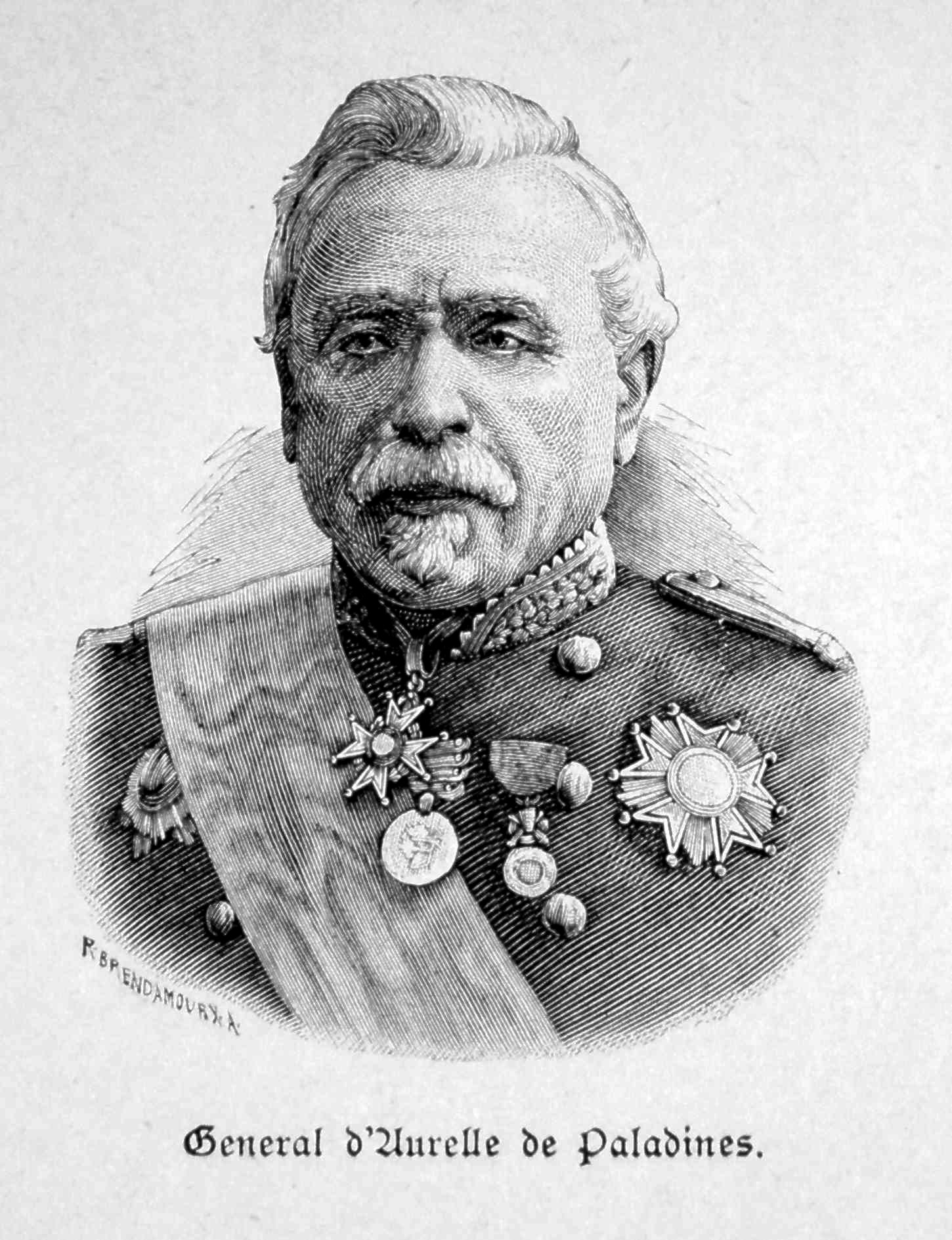
Луи д’ Орель де Паладин

С началом Франко-прусской войны получил в командование Марсельскую дивизию, а после Седанской катастрофы был назначен главнокомандующим войсками западного военного округа Франции, в октябре, после разгрома французских войск в битве при Артене, возглавил XV корпус. На этом посту он проявил большие организаторские способности, и ему был передан и формировавшийся XVI корпус. С этими корпусами, составившими, так называемую, Луарскую армию, предпринял шаги для освобождения захваченного баварцами Орлеана и нанес поражение баварским войскам в сражении под Кульмье. Это была одна из немногих французских побед в эту крайне неудачную для Франции войну.
Затем Орель де Паладин осадил город Орлеан, но после четырёхдневных боев был вынужден снять осаду, главным образом, вследствие вмешательства в военные действия Леона Мишеля Гамбетты, требовавшего движения Луарской армии к Парижу. Вследствие возникших между ним и Гамбеттой прений Орель де Паладин был отстранён командования.
В марте 1871 года утверждён в должности главнокомандующего Национальной гвардии Сенского департамента, затем командиром 14-й дивизии, а в 1873 году — командиром XVIII корпуса.
В 1874 году вышел в почётную отставку, но до конца жизни участвовал в политической жизни страны будучи бессменным сенатором Третьей республики.
Перу Орель де Паладина принадлежит несколько трудов по военно-исторической тематике, среди которых, в частности, следующие: «Campagne de 1870—71» и «La première armée de la Loire» (Париж, 1872).
Умер 17 декабря 1877 года в Версале.
Награды
- Орден Почётного легиона:
  - Кавалер большого креста (28 декабря 1868)
  - Великий офицер (28 декабря 1859)
  - Командор (21 октября 1854)
  - Офицер (25 января 1846)
  - Кавалер (20 декабря 1843)
- Воинская медаль (13 июля 1871)
- Медаль в память об Итальянской кампании
- Крымская медаль (Великобритания)